# Folículo piloso

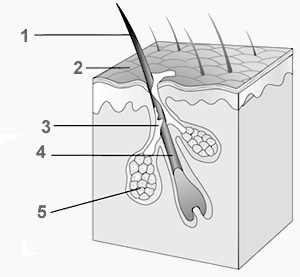
1. Pelo
2. Superfície da pele
3. Sebo
4. Folículo piloso
5. Glândula sebácea

Um folículo piloso é uma estrutura dérmica tegumentar que é constituída por três invólucros (ou bainhas) epiteliais e é capaz de produzir um pelo. As bainhas rodeiam a raiz do pêlo, na profundidade da pele.
A secção transversal do folículo piloso revela a existência de 3 zonas concêntricas, de dentro para fora: bainha radicular epitelial interior, bainha radicular epitelial exterior e bainha radicular dérmica.
Quando nos referimos ao folículo piloso com uma glândula sebácea anexa, sua denominação passa a ser folículo pilossebáceo.